# 르완다의 역사
르완다의 역사에 관한 내용이다.

## 독일의 식민지
이 나라는 식민지화 되기 이전에는 복잡한 왕국들로 난무했다. 주로 피그미족이 살았는데, 현재는 반투족의 이민으로 흡수되었다.
1895년, 카이저 빌헬름 2세 치하의 독일 제국은 이곳을 식민지로 삼았다. 차례차례 부족 왕국들을 다 점령한 셈이다. 그러나 독일이 지배했던 시기는 간접적인 방법으로 지배했다.

### 결과
독일군들은 이상한 내용을 만들었다. 독일인들은 분리된 두 민족이 있는 곳을 시사하기 위한 신화적인 정교한 건축물을 세웠다. 이는 1918년 이후 벨기에 출신의 프랑스인들이 계승하였다. 이것은 결국, 르완다의 신식 학교에서 부유층들에게 가르치는 것으로 변질된 것이다. 이것이 1990년 르완다 내전의 원인이라 보는 사람들도 있다.

## 제1차 세계 대전
제1차 세계 대전 당시 독일 제국은 동맹국을 주도했다. 물론 아프리카도 식민지 전쟁이 있었다. 그러나 독일 제국이 1918년에 패전함으로써 베르사유 조약에 의해 벨기에에 할양하였다.

## 벨기에의 식민지
1919년 이후 벨기에가 르완다의 새 주인이 되었지만, 직접적이고 거칠었다. 벨기에군은 소수 집단인 투치족의 상류층들과 후투족을 분열시켜서 효과적으로 지배했다. 즉, 강제 노동 정책들과 무거운 세금은 투치족 상류층에 의해 실시되었고, 이것이 후투 족 분노의 원인이 되어, 1994년 내전당시 후투족이 투치족을 학살하는 만행의 바탕이 되었다. 많은 젊은 농부들은 높은 세금과 배고픔에서 벗어나기 위하여 우간다로 이주하기도 하였다.

## 제2차 세계 대전
제1차 세계 대전에 연합국으로 참가한 바 있었던 벨기에는 제2차 세계 대전에서도 연합국으로 참전했다. 그러나 1940년 5월에 이르면 벨기에 전역이 나치 독일에 의해 점령되고 결국, 항복하게 된다. 그러나 1945년 연합국들이 승전국이 되자 대부분이 유엔에 가입하게 되었고 벨기에도 이에 해당되었다.

## 기다리던 독립
종전 후 유엔의 신탁 통치령이 되었다. (여전히 벨기에는 관청 역할을 했다).
개혁으로 인해 1959년 무타라 3세 샤를이 암살되었고, 마지막 니이기냐 왕가와 키게리 5세가 달아나게 되었다. 이제 후투족에게 남은 것은 독립뿐이었다.
1962년에 이르면 모든 권력을 장악하고, 1962년 7월 1일에 이르면 벨기에로부터 독립을 승인받게 되었다.

## 르완다 내전
1990년, 우간다에 숨어 있었던 RPF가 르완다에 침입했다. 내전 기간 동안, 르완다 정부 고관(대부분 후투족)은 비밀스럽게 '인테라하므웨(Interahamwe)'라고 불린 비공식 무장 단체들을 조직해서 젊은이들을 훈련시키기 시작하였다.
더구나 라디오 방송으로 반(反) 투치족 선전을 시작하였다. 쥐베날 하브자리마나 치하의 정부는 후투족을 투치족으로 다시 예속시키려는 르완다 애국전선(RPF)에 대해 항전했다.
1993년 8월, 정부와 RPF는 탄자니아의 아루샤에서 아루샤 협정이라는 정전 협정에 서명하였다. 그러나 그들 사이의 전투는 계속되었고 유엔은 평화유지군을 파견하였다.
1994년 4월 6일, 하비야리마나 대통령이 탑승했던 비행기가 격추당하고 목숨을 잃은 사건이 있었다. (이는 투치족의 반항이라는 설도 있다)
4년간의 내전으로 인해 인테라하므웨의 후투족 군인들은 투치족과 RPF 중 50만 명을 사살하였고, 후투족은 투치족을 100만 명 정도 사살했다. 그래서, 민간인들은 부룬디 등 인접 국가에 피난을 하기도 했다. 르완다 내전당시 후투족의 투치족 학살만행은 2006년 르완다의 호텔 지배인이 피난민들을 살린 이야기를 바탕으로 한 영화 《호텔 르완다》에서 고발되었다.

## 국기 변경
2002년 1월 1일, 기다리던 새 국기가 태어나게 되었다. 당시 르완다는 빨강, 노랑, 녹색의 삼색기 형태에 중앙에 R을 새긴 기가 사용되었다. 당시 R은 공화국(République)과 국민 투표를 상징하였다.
하지만 많은 국민들이 빨강을 보고 "죽음을 연상시킨다."며 비판을 하자 정부는 새 국기를 결정했다. 하늘색, 노란색, 녹색의 가로형 국기에 오른쪽에 태양을 넣은 현재의 기가 2001년 말에 사용이 확정된 것이다.

## 같이 보기
- 아프리카의 역사
- 르완다의 대통령 목록
- 르완다의 총리
- 르완다